# 학교법인 가쿠슈인

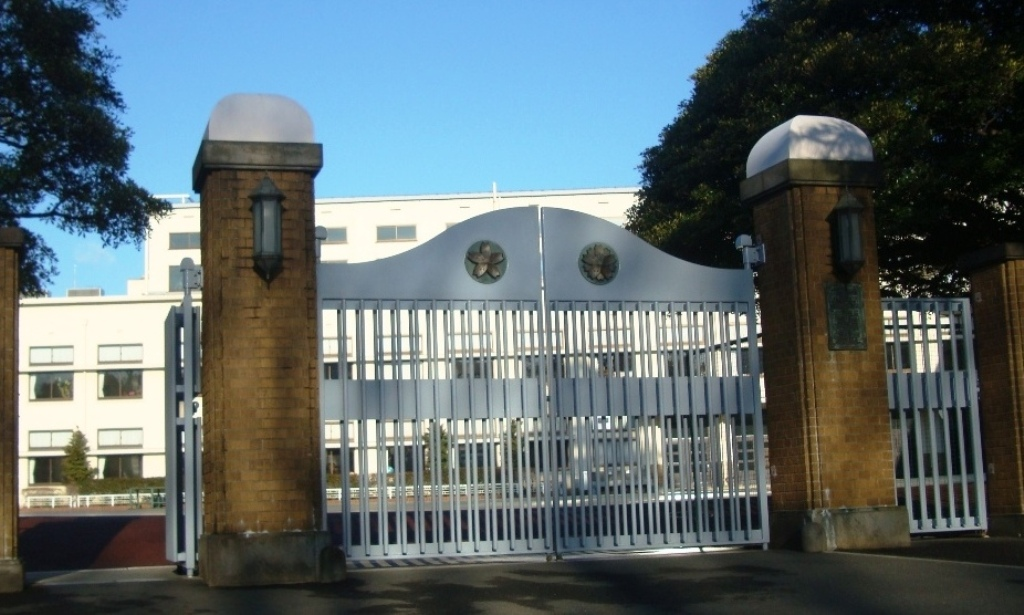

학교법인 가쿠슈인(일본어: 学校法人学習院)은 가쿠슈인대학을 중심으로 하는 일본의 학교법인이다. 가쿠슈인은 100년 이상의 역사와 전통을 가지고 있으며 대학은 간토 지역의 대표적인 명문사립 대학이다.

## 계열 학교
대학
- 가쿠슈인 대학
- 가쿠슈인 여자 대학

고등학교
- 가쿠슈인 고등과
- 가쿠슈인 여자고등과

중학교
- 가쿠슈인 중등과
- 가쿠슈인 여자중등과

초등학교
- 가쿠슈인 초등과

유치원
- 가쿠슈인 유아원

## 연혁
가쿠슈인대학 등의 관련항목도 참조할 것
- 1847년 닌코 천황 때에 교토 어소 앞에 가쿠슈인이 개강함.
- 1849년 고메이 천황이 ‘가쿠슈인’(学習院) 친액 하사.
- 1877년 화족학교학칙 제정.
- 1884년 궁내성관할의 관립학교로 전환.
- 1885년 화족여학교를 설치.
- 1906년 화족여학교와 가쿠슈인을 병합하고, 화족여학교를 가쿠슈인여학부로 개칭.
- 1918년 여학부를 아오야마로 이전하고, 여자가쿠슈인으로 전환.
- 1919년 가쿠슈인의 초등학과·중등학과·고등학과를 초등과·중등과·고등과로 개칭.
- 1928년 가쿠슈인 개교 창립 50주년 기념식.
- 1935년 여자가쿠슈인 개교 50주년 기념식.
- 1947년 가쿠슈인 학제·여자가쿠슈인 학제 폐지. 재단법인가쿠슈인이 되다. 중등과·여자중등과를 개설.
- 1948년 신 학제 가쿠슈인고등과·가쿠슈인여자고등과를 개설.
- 1949년 가쿠슈인대학 설치.
- 1950년 구 학제 가쿠슈인고등과를 폐지.
- 1951년 재단법인에서 학교법인으로 전환.
- 1963년 가쿠슈인유아원을 설치함. 가쿠슈인 창립 85주년 기념식.
- 1978년 가쿠슈인 창립 100주년 기념식.
- 1998년 여자단기대학을 개조하여 가쿠슈인여자대학을 개설.
- 1999년 가쿠슈인 생애학습센터를 설치.
- 2001년 여자단기대학을 폐지.
- 2002년 가쿠슈인 창립 125주년 기념식.